# Juan Carlos Gutiérrez
Juan Carlos Gutiérrez (Puerto La Cruz, 14 de julio de 1983) es un lanzador venezolano de béisbol profesional que juega para los Saraperos de Saltillo de la Liga Mexicana de Béisbol, y para los Caribes de Anzoátegui en la Liga Venezolana de Béisbol Profesional. Gutiérrez jugó en Grandes Ligas para los Houston Astros en 2007, los Arizona Diamondbacks entre 2009 y 2011, los Kansas City Royals y Los Angeles Angels of Anaheim en 2013, y los San Francisco Giants en 2014. Se desempeña principalmente como relevista.
Se le conoce con el apodo de «Bola 8» a juzgar por su color de piel.

## Carrera profesional

### Houston Astros
Gutiérrez fue firmado como un agente libre no seleccionado en el draft por los Houston Astros, el 14 de diciembre de 2000. Jugó en la Liga Venezolana de Béisbol Profesional en 2001 y 2002 antes de jugar para sus equipos de la Rookie League en 2003 y 2004.
Ha sido abridor en las Ligas Menores de Béisbol. En la Texas League de Clase AA, Gutiérrez ayudó a los Corpus Christi Hooks a obtener el campeonato en el 2006. El 17 de agosto de 2007, fue llamado por los Houston Astros cuando Stephen Randolph fue colocado en la lista de lesionados. El 23 de agosto, debutó como abridor reemplazando el lugar del lanzador abridor Roy Oswalt. Fue enviado de nuevo a los Round Rock Express de Clase AAA el 25 de agosto para promover al lanzador zurdo Troy Patton.

### Arizona Diamondbacks
El 14 de diciembre de 2007, Gutiérrez fue transferido a los Arizona Diamondbacks en un cambio que también incluyó al lanzador Chad Qualls y al infielder Chris Burke, mientras los Astros recibieron al cerrador José Valverde.
Gutiérrez fue el cerrador de los Diamondbacks en 2009 después que Qualls se lesionara. Salvó 10 juegos incluyendo 8 de 8 oportunidades después de reemplazar a Qualls.
Lanzó en 20 juegos para los Diamondbacks en 2011 antes de someterse a la cirugía Tommy John en septiembre.

### Kansas City Royals
Gutiérrez fue dejado en libertad por los Diamondbacks el 13 de octubre de 2011. El 13 de diciembre, fue firmado a un contrato de ligas menores por los Kansas City Royals.
Después de lograr una efectividad de 10.45 en 20 2/3 entradas--19 apariciones/4aperturas--a través de tres niveles del sistema de ligas menores de los Royals en 2012, Gutiérrez firmó nuevamente con este equipo un contrato de ligas menores para el 2013, el cual se hizo efectivo el 18 de octubre de 2012.
El 14 de julio de 2013, Gutiérrez fue designado para asignación por motivos de espacio en la plantilla, debido al regreso de Wade Davis de la lista de paternidad. En 25 apariciones, tuvo marca de 0-1 con efectividad de 3.38, ponchando a 17 bateadores en 29.1 entradas.

### Los Angeles Angels of Anaheim
El 24 de julio fue reclamado por Los Angeles Angels of Anaheim vía waivers. Fue designado para asignación el 27 de noviembre de 2013, convirtiéndose en agente libre el 2 de diciembre.

### San Francisco Giants
Gutiérrez firmó un contrato de ligas menores con los San Francisco Giants el 6 de enero de 2014. El 29 de marzo, fue añadido a la plantilla de los Giants. Fue designado para asignación el 20 de noviembre, y el 22 de diciembre firmó nuevamente un contrato de ligas menores con los Giants.
El 11 de agosto de 2015 firmó un contrato de ligas menores con los Washington Nationals.
El 13 de julio de 2016, Gutiérrez firmó un contrato con los Leones de Yucatán de la Liga Mexicana de Béisbol.

### Liga Venezolana de Béisbol Profesional
El 20 de diciembre de 2016, Gutiérrez se convirtió en el lanzador con el mayor número de salvamentos en la historia de los Leones del Caracas, al registrar 33, superando la marca de 32 establecida por Jorge Julio.
El 20 de diciembre de 2018 es dejado en libertad por los Leones de Caracas y enseguida fue firmado por Caribes de Anzoátegui.